# Neobrachiella intermedia
Neobrachiella intermedia är en kräftdjursart som först beskrevs av Bere 1936.  Neobrachiella intermedia ingår i släktet Neobrachiella och familjen Lernaeopodidae. Inga underarter finns listade i Catalogue of Life.